# 중부잎귀쥐
중부잎귀쥐(Graomys centralis)는 비단털쥐과에 속하는 설치류이다. 아르헨티나 중부 지역에서만 발견된다. 1994년 이전에는 회색잎귀쥐의 아종으로 간주했다.